# Казнено-поправни завод у Нишу
Казнено-поправни завод у Нишу је затвор општег типа, а по степену обезбеђења, установа затвореног типа, у саставу Установе за извршење кривичних санкција Републике Србије.

## Положај
Казнено-поправни завод у Нишу, налази се у насељу Милке Протић бб, у западном делу Нишке котлине — између  Булевара Димитрија Туцовића (дела пута Ниш — Прокупље), са југа, магистралног пута Е10 Ниш — Скопље, са запада, тока реке Нишаве, са севера и Насеља Ледена стена са истока.
До Завода се може доћи сопственим превозом аутопутем Е10 Београд — Скопље из правца Београда и Лесковца, регионалним путем Ниш - Прокупље из правца Куршумлије и Прокупља и Булеваром Димитрија Туцовића из правца центра Ниша, или аутобуским линијама 10 и 36.

## Историја
Као претеча данашњег Казнено-поправни завод у Нишу, након ослобођења ниша од Турака, 1878. године у Нишкој тврђави формиран је први казнени завод „Робијашница". За затварање затвореника коришћене су катакомбе у Тврђави. Тако је у том историјском раздобљу Ниш после Пожаревца, био други град у Кнежевини Србији који је у то време имао затвор.
Почетком 20. века одређена је нова локација, за Робијашницу, на периферији Ниша поред пута Ниш — Прокупље, на којој се Завод и данас налази. Тачине изградња новог, модерног затвора почела је 1908. године. До почетка Балканских ратова који су успорили градњу, изграђени су павиљони за смештај осуђених лица, са пратећим објектима и просторијама за чуваре. Централни део првог павиљона изграђен је до 1910. године у складу са концепцијом заједничког издржавања казне (без могућности класификације осуђених лица). Потом су изграђени и остали павиљони, помоћне просторије, управна зграда и радионице.
За време Првог светског рата од 1915. године до 1918. године објекат Затвора служио је бугарски окупаторима као касарна за смештај војника. По завршетку Првог светског рата до 1920. године  углавном су обнављани урушени објекти, а од 1920. године кренуло се интензивном изградњом неопходних, недостајућих објеката.
У истом Затвору све док није одлучено да осуђене жене издржавају казну у Заводу у Пожаревцу, затворску казну издржавали су осуђеници мушког и женског пола. 
За време Другог светског рата Затвором су управљали Немци. Након што је 16. фебруара 1942. године, због одмазде стрељано на стратишту на Бубању стрељано 600 осуђених лица, павиљони су остали празни до октобра 1944. године. Како су Немци у Затвору изградили митраљеска гнезда, у току противавионске акције и савезничких бомбардовања добар део зграда је 1944. године порушен. 
Након завршетка Другог светског рата с краја 1944. године, прво је формиран војнозаробљенички логор осуђених од стране војних судова, а потом је формирање Казнено-поправног завод у Нишу 15. октобра 1945. године по пратећим прописима о раду, неком врстом претече закона о извршењу кривичних санкција.

## Размештај
Завод је размештен у три павиљона, која располажу капацитетом за смештај 1.900 лица лишених слободе, што реално гледано није могуће попунити, имајући у виду опремљеност, број запослених, пратећу опрему и друге услове. Зато су смештајне могућности Завода просечно 1.200  (1.050 осуђених и 100 притворених лица).
Поред три павиљона и „Беле куће" у Заводу постоје: болница, дом културе, школа, магацин обуће и одеће, пекара, кухиња са трпезаријом и вешерајем, посетна сала и две кућице за неконтролисану посету, индустријски погон „Делиград”, котларнице, карауле и одељење притвора.
У архитектонско-урбанистичком смислу, непрекидне од 1949. године до данашњих дана, сва решења су прилагођена функцији Завода, односно променама у изналажењу оптималних просторних и функционалних решења.

## Организација и рад
Казнено-поправни завод у Нишу организован је по концепцији ирског прогресивног система, са одељењима затвореног, полуотвореног и отвореног типа и одељењем за извршење мере притвора, уз примарно потпуно уважавање физичког и духовног интегритета осуђених лица.
- Затворени типа затвора означи да у њему постоје и физичке препреке за онемогућавање бекства и служба обезбеђења.
- Полуотворени и отворени тип затвора означава да је у њему једина препрека за онемогућавање бекства служба обезбеђења. У овом одељењу казну издржавају „слободњаци” којима је степен ограничења слободе незнатан.[5][6][7]

Просечно бројно стање затвореника је 1050 осуђених и 100 притворених лица.
Индустријски погон „Делиград” као део службе за обуку и упошљавање затвореника и њихову едукацију који је у саставу Завода има следеће делатности обухваћене у неколико сектора:
- металски (производња апарата за домаћинство);
- дрвни (производња лежајева, грађевинске столарије, шаховских гарнитура и сл.);
- економија (пољопривредне делатности — аграрна и сточарска производња);
- угоститељство (мотел „Делиград” и одмаралиште на Јастрепцу);
- технички сервис, возни парк, грађевински сектор, наменско одељење.

Формирање и рад затвореника у привредним јединицама има за циљ упошљавања осуђених лица, односно њихову ресоцијализацију, али и стицање одређене материјалне добити, која се улаже у боље смештајне и друге услове у Заводу, како затвореника тако и чуварског особља.